# Touched by the Hand of God
Touched by the Hand of God är en singel av bandet New Order. Singeln utkom på Factory Records med katalognummer FAC 193.
På grund av en lång och hård turné på sommaren och hösten hade New Order väldigt lite tid att ägna åt att spela in fem låtar till filmen Salvation! Efter en vecka i studion hade de endast blivit klara med 4 av dessa 5 låtar, slutet blev stressigt och låten skrevs och spelades in på endast sju timmar, de startade vid midnatt och ett bud skulle hämta upp de färdiga låtarna klockan 07. 
Bernard Sumner påstår att om man lyssnar riktigt noga så kan man höra ett snarkande från Bez i Happy Mondays.
Sångens titel ("Rörd av Guds hand") anses av många syfta på Diego Maradonas mål för Argentina mot England vid kvartsfinalen under fotbolls-VM 1986 i Mexiko (Guds hand-målet). Texten refererar dock till förlorad kärlek, troligtvis inspirerad av Bernard Sumners äktenskap. Låten finns också med i filmen Salvation!.

## Låtlista
1. Touched by the hand of God
2. Touched by the Hand of God (utökad version)
3. Touched by the Hand of Dub
4. Confusion (Dub)

## Listplaceringar
| Lista (1987/8)                         | Topplacering |
| -------------------------------------- | ------------ |
| Australiska ARIA-singellistan          | 15           |
| Västtyska Media Control-singellistan   | 37           |
| Irländska singellistan                 | 10           |
| Nyzeeländska RIANZ-singellistan        | 5            |
| Brittiska singellistan                 | 20           |
| Brittiska indiesingellistan            | 1            |
| US Billboard Hot Dance Club Play 1     | 1            |
| US Billboard Hot Dance Singles Sales 1 | 8            |

Noteringar:
- 1 - På listan med "Blue Monday 1988"

Den här artikeln är helt eller delvis baserad på material från engelskspråkiga Wikipedia.